# Édélestand du Méril
Pour les articles homonymes, voir Méril.
Édélestand du Méril, né le 26 mars 1801 à Valognes et mort le 24 mai 1871 à Paris 16e, est un philologue et paléographe français.

## Biographie
Fils d’un médecin, Jean Pontas-Duméril, maire de Valognes, et de Louise Ango, Du Méril est connu, au-delà de ses publications érudites, pour être cousin germain de Jules Barbey d'Aurevilly, qui eut une liaison avec sa belle-sœur Louise du Méril.
Après des études pour être avocat, il se tourne vers la botanique, la littérature et l’archéologie. En octobre 1832, il fonda avec son cousin, alors étudiant en droit à la faculté de Caen, et le libraire érudit Guillaume-Stanislas Trébutien, une revue républicaine, la Revue de Caen, dont le premier numéro resta sans suite.
Quelques années plus tard, les mêmes lancent, à Paris, le 1er février 1834, un deuxième journal, la Revue critique de la philosophie, des sciences et de la littérature, qui ambitionne de traiter de littérature, de linguistique et d’étymologie, et qui connaitra, après quelques mois, le même sort que la Revue de Caen.
Après s’être occupé de législation et d’économie politique, matières sur lesquelles on lui doit quelques estimables publications, Du Méril se voua à l’étude de la littérature médiévale et à celle des langues du nord de l’Europe. Il fit paraître en 1839 les Prolégomènes d’une Histoire de la poésie scandinave, donna en 1843 un Recueil de poésies populaires latines antérieures au XIIe siècle, L’année suivante, il montre son intérêt pour les origines scandinaves de la Normandie avec un Essai sur l’origine des runes.
Depuis cette époque jusqu’en 1865, il ne cessa d’enrichir l’érudition d’éditions d’anciens poèmes, de mémoires et de dissertations touchant des points d’archéologie, d’histoire littéraire et de philologie, qui attestent l’étendue de son savoir et la variété de ses connaissances en linguistique, histoire, architecture et sociologie. Il ne dédaigne pas la création littéraire et donne des comédies au théâtre.
De santé très fragile, Du Méril opposait aux défaillances d’un corps ravagé par la souffrance sa volonté d’apprendre. L’espèce d’indifférence que ses travaux rencontra chez nombre de gens ne découragea pas son zèle : il se contenta d’aimer la science et le travail pour eux-mêmes, passant sa vie dans la retraite, loin des brigues et de l’ambition. À sa mort, il légua un fonds de 6 000 volumes à la bibliothèque de Passy.

## Publications
- Jules Barbey d'Aurevilly (préf. Jacques Petit), Barbey d'Aurevilly : Œuvres romanesques complètes, t. I, Paris, Éditions Gallimard, coll. « Bibliothèque de la Pléiade », 1964 (1re éd. 1964), 1536 p. (ISBN 978-2-07-010048-4).
- Jules Barbey d'Aurevilly (préf. Jacques Petit), Barbey d'Aurevilly : Œuvres romanesques complètes, t. II, Paris, Éditions Gallimard, coll. « Bibliothèque de la Pléiade » (1re éd. 1966), 1712 p. (ISBN 978-2-07-010049-1).
- Philosophie du budget, Merlin,, 1835
- Histoire de la poésie scandinave, Paris, Franck,, 1839
- Essai philosophique sur le principe et les formes de versification, Brockhaus et Avenarius, Joubert,, 1841
- Poésies populaires latines antérieures au douzième siècle, 1843
- Essai sur l’origine des runes, 1844
- La Mort de Garin le Loherain, 1846
- Poésies populaires latines du Moyen Age, 1847
- Dictionnaire du patois normand, Caen, B. Mancel,, 1849
- Les Origines latines du théâtre moderne, 1849Du Méril s’y livre à une revue très intéressante des curieuses coutumes qui existaient dans presque tous les diocèses et rendaient plus évidentes les intentions dramatiques du culte.
- Mélanges archéologiques et littéraires, Franck,, 1850
- Essai philosophique sur la formation de la langue française, Franck,, 1852
- Poésies inédites du moyen âge, précédées d’une histoire de la fable ésopique, 1854
- Floire et Blanceflor, poèmes du XIIIe siècle, publiés d’après les manuscrits avec une introduction, des notes et un glossaire, Jannet,, 1856
- Des formes du mariage et des usages populaires qui s’y rattachent surtout en France pendant le Moyen-Age, Paris, A. Franck,, 1861
- Études sur quelques points d’archéologie et d’histoire littéraire, 1862
- Histoire de la comédie, Didier, 1864

- Prix Bordin de l’Académie française 1865
- Histoire de la comédie ancienne, Didier et Cie, 1869

## Sources
- Annuaire-bulletin de la Société de l’histoire de France, Paris, Renouard, 1870.